# خانم مارکس
خانم مارکس (انگلیسی: Miss Marx) نام یک فیلم زندگی‌نامه‌ای به کارگردانی سوزانا نیکارلی است. این فیلم برای اولین بار در بخش اصلی هفتاد و هفتمین دوره جشنواره بین‌المللی فیلم ونیز به نمایش درآمد.

## داستان
داستان النور مارکس، جوان‌ترین دختر کارل مارکس که برای حقوق کارگران و زنان می‌جنگید.